# Окалінець
Окалінець (пол. Okaliniec, нім. Amalienhof) — село в Польщі, у гміні Мястечко-Краєнське Пільського повіту Великопольського воєводства. Населення — 279 осіб (2011).
У 1975–1998 роках село належало до Пільського воєводства.

## Демографія
Демографічна структура станом на 31 березня 2011 року:
|          | Загалом | Допрацездатний вік | Працездатний вік | Постпрацездатний вік |
| -------- | ------- | ------------------ | ---------------- | -------------------- |
| Чоловіки | 131     | 31                 | 91               | 9                    |
| Жінки    | 148     | 41                 | 84               | 23                   |
| Разом    | 279     | 72                 | 175              | 32                   |